# Equidade
Equidade consiste na adaptação da regra existente à situação concreta, observando-se os critérios de justiça. Pode-se dizer, então, que a equidade adapta a regra a um caso específico, a fim de deixá-la mais justa. Ela é uma forma de se aplicar o Direito, mas sendo o mais próximo possível do justo para as duas partes.
Essa adaptação, contudo, não pode ser de livre-arbítrio e nem pode ser contrária ao conteúdo expresso da norma. Ela deve levar em conta a moral social vigente, o regime político Estatal e os princípios gerais do Direito. Além disso, a mesma "não corrige o que é justo na lei, mas completa o que a justiça não alcança" .
Sem a presença da equidade no ordenamento jurídico, a aplicação das leis criadas pelos legisladores e outorgadas pelo chefe do Executivo acabariam por se tornar muito rígidas, o que beneficiaria grande parte da população; mas ao mesmo tempo, prejudicaria alguns casos específicos aos quais a lei não teria como alcançar. Esta afirmação pode ser verificada na seguinte fala contida na obra "Estudios sobre el processo civil" de Piero Calamandrei:
[...] o legislador permite ao juiz aplicar a norma com equidade, ou seja, temperar seu rigor naqueles casos em que a aplicação da mesma (no caso, "a mesma" seria "a lei") levaria ao sacrifício de interesses individuais que o legislador não pôde explicitamente proteger em sua norma
É, portanto, uma aptidão presumida do magistrado.

## Relação entre isonomia, equidade e jurisprudência
O conceito de isonomia consiste num "princípio que determina a igualdade de todos perante a lei". Já o conceito de jurisprudência é "fonte secundária do Direito que consiste em aplicar, a casos semelhantes, orientação uniforme dos tribunais". 
A partir dos dados oferecidos acima e do que já foi falado sobre equidade, chegamos à conclusão de que a diferença existente entre os três é de que a isonomia consiste na garantia de direitos iguais a todos perante a lei, enquanto que a jurisprudência é uma decisão generalizada dos tribunais a respeito de questões semelhantes e a equidade é a adaptação da lei a fim de fazer justiça da forma mais humana e justa possível.
Apesar disso, isonomia, jurisprudência e equidade têm uma coisa em comum: os três tentam nos proporcionar o maior grau de justiça que o Direito pode nos oferecer, porém, de formas diferentes.

## Contexto histórico de equidade

### Na Grécia
A Grécia pode ser considerada o berço da equidade. O contexto das cidades-estado gregas, sobretudo Atenas, levou ao desenvolvimento da filosofia, que foi a fonte da equidade grega.
Na Grécia, a equidade era chamada de epieikeia, e manifestava a ideia de adaptação do Direito ao caso. Ela não pretendia dissolver o Direito escrito, mas apenas torná-lo mais democrático.
Dentre os filósofos gregos, destacam-se Platão, que foi o primeiro a preocupar-se com a equidade, e Aristóteles. Ele separou equidade de justiça, e colocou a primeira num patamar superior a da justiça normativa. Porém Aristóteles definiu a epieikeia como pouco prática devido a corrupção no judiciário e, por isso, não recomendou o seu uso irrestrito por parte dos juízes.

### No Direito romano
A equidade teve papel fundamental no desenvolvimento do Direito Romano. Para compreender essa importância é necessário diferenciar o Direito Romano Arcaico do Direito Romano Clássico.
O Direito Romano Arcaico ou Quiritário caracterizava-se pelo formalismo, oralidade e rigidez, aplicando a igualdade "aritmética" e não a equidade. Ele não se estendia a todos os que viviam no império, criando uma massa de excluídos que não podiam recorrer à justiça. Porém, com a invasão da Grécia pelos romanos, houve uma sincretização entre as duas culturas e, com isso, além da introdução de um direito escrito, a filosofia grega influenciou na quebra da rigidez do Direito, através do princípio da equidade.
A partir desse ponto o Direito Romano vislumbrou um grande desenvolvimento. As fórmulas passaram a garantir novos direitos e a estender o mesmo a mais pessoas, como os estrangeiros. A equidade não veio para mudar a lei criando um meio processual para preencher as lacunas. Destaca-se ainda a codificação de Justiniano, Corpus juris civilis, que deu grande importância e relevância à equidade.
Pode-se concluir que no desenvolvimento do Direito Romano-germânico Ocidental, os romanos nos deixaram, através de um direito formal e rígido, a certeza e a precisão, enquanto os gregos quebraram essa rigidez excessiva, contribuindo com o princípio da equidade.

### Na Idade Média
Na Idade Média prevaleceram-se as ideias de São Tomás de Aquino. Ele, baseado em Aristóteles, desenvolveu o conceito de equidade aplicado ao contexto cristão. 
O pensamento de São Tomás de Aquino ligou a equidade a algo útil para a aplicação do direito. A equidade também obteve sinônimo de virtude e de prudência; ou seja, julgar mais justamente.
Assim a lei determina que os depósitos sejam restituídos, porque tal é justo na maioria dos casos; mas, pode acontecer que seja nocivo, num dado caso. Por exemplo, se um louco, que deu em depósito uma espada, a exija no acesso da loucura, se alguém exija o depósito para lutar contra a pátria. Nesses casos, e em outros semelhantes, é mau observar a lei estabelecida: ao contrário, é bom, pondo de parte as suas palavras, seguir o que pedem a ideia da justiça e utilidade comum. E a isso se ordena a epieiqueia, a que chamamos de equidade .
Além da concepção aristotética-tomista (direito natural e equidade preponderante), a equidade cristã (aequitas canonica) recebeu influência da concepção romana e da patrística, de A equidade pode influir na norma legal de duas formas distintas: a primeira seria no âmbito informativo e inspirador; ou seja, a equidade pode influenciar uma lei, e um exemplo disso é a própria legalização de seu uso pela norma legal. A segunda, seria a de regular o poder de liberdade de escolha que o juiz passou a ter no Direito contemporâneo. Assim, ele não poderia usar esse poder em livre arbítrio, tendo que seguir os princípios da moralidade e legalidade. 
Desta forma, a equidade atua "[...] como uma noção idealista, imperando no espírito do legislador para o fim de se cristalizar em normas condizentes com as necessidades sociais, com o equilíbrio dos interesses"

### Na interpretação da lei
Interpretar significa, acima de tudo, entender. Para que possamos entender um texto, precisamos utilizar toda nossa capacidade interpretativa; ou seja, devemos ser críticos e avaliarmos atenciosa e minuciosamente toda e quaisquer possibilidades e situações que podem estar envolvidas.
Porém, a equidade não é meramente um simples método de interpretação, e sim uma forma de se evitar que a aplicação da norma geral do Direito positivo em casos concretos e específicos, acabe prejudicando alguns indivíduos; haja vista que toda interpretação da justiça deva tender para o justo, à medida do possível.
De acordo com o doutrinador Alípio Silveira, a equidade na interpretação da lei significa o "predomínio do espírito ou intenção do legislador sobre a letra da lei e também significa a preferência, entre várias interpretações possíveis de um mesmo texto legal, da mais benigna e humana" .

### Na integração da lei
O ordenamento jurídico (apesar de todo o seu decretismo) caracteriza-se por ser aberto e incompleto e, desta forma, acaba, deixando vazios ou lacunas que precisam de ser preenchidas de alguma forma. Com o avanço da sociedade, a mesma passa, ao longo do caminho, a precisar de novas regras, exigindo mais do Direito. Essa evolução social gera o aparecimento de lacunas nas leis, pois muitas vezes, o legislador, seja por falta de competência ou simplesmente pelo decretismo causado por esse avanço social e/ou negligência das mesmas, vai criar um abismo entre as leis e a sociedade.
Essas lacunas podem ser voluntárias ou involuntárias. As primeiras caracterizam-se por terem sido deixadas propositadamente pelo legislador e as segundas, devem ser preenchidas através da analogia, do costume, dos princípios gerais do Direito e, na insuficiência destes, através da equidade.

### Na correção da lei
Como já dito acima, as leis no Brasil, diante de uma constante evolução social, acabam se tornando obsoletas, formando-se, assim, lacunas nas normas legais; e é aí que entra o papel da equidade na correção destas leis. 
São raros os casos em que o juiz considera a lei inadaptável ao caso concreto, mas isso não quer dizer que este fato seja impossível. Quando isto ocorre, o juiz pode contar com o poder da equidade para estabelecer uma norma individual ao caso específico. 
Como podemos ver, as funções da equidade mostram a sua enorme influência, tanto na aplicação, pois serve como uma base para o aplicador do Direito, além de ditar regras para a aplicação das leis; como na interpretação, pois ajuda o aplicador da lei a tratar casos singulares de uma forma mais humana e justa; na integração, pois suplementa a lei, preenchendo os vazios encontrados na mesma; e na correção das leis, pois previnem que as leis obsoletas acabem prejudicando algumas pessoas que tenham casos mais específicos. caráter religioso-cristão, preconizava que a equidade era a justiça suavizada pela misericórdia.

### No direito moderno
O direito moderno, influenciado pela corrente do Direito Positivo, tentou minimizar a importância da equidade. Ou seja, o Direito Positivo prega que a generalidade e abstração das normas jurídicas irá garantir a abrangência de todos os fatos; porém, é notório que não se consegue tal efeito porque a generalidade e abstratividade da norma jurídica não absorve todos os novos fatos ainda não legislados. Portanto, a equidade é usada como um mecanismo para suprir lacunas da lei, pois as novas relações e novos fatos jurídicos possíveis são infinitos. 
A fim de tornar a realização da justiça mais ampla e equitativa, foi autorizada, a aplicação da equidade pelos juízes, ou seja, eles podem quando autorizados pela lei, criar e aplicar uma lei específica para um caso concreto específico. Todavia, de acordo com a divisão dos três poderes foi impedida a correção da lei pelo juiz, cabendo ao legislativo realizar tal atividade.
É a flexibilização da norma aplicável para não resultar em injustiça, ou criação e aplicação pelo juiz de nova norma especifica para caso concreto específico.

## No Brasil
Este princípio tem previsão legal na Constituição Federal, art. 5º, "caput", inc. I, VIII, XXXVII e XLII, e 7º, inc. XXX, XXXI e XXXIV; bem como na Consolidação das Leis do Trabalho (CLT), artigos: 3º, 5º e 8º.